# École de Lingnan
L'École de Lingnan (chinois simplifié : 岭南画派 ; chinois traditionnel : 嶺南畫派 ; pinyin : lǐngnán huàpài ; EFEO : Ling-nan houa-p'ai) est une école de peinture chinoise traditionnelle du Guangdong, fondée par Gao Jianfu (en) (高剑父) (1879–1951), Chen Shuren (en) (陳樹人) (1884-1948) et Gao Qifeng (1889-1933) qui s'est, tout d'abord fondée dans le sud de la Chine, à Guangzhou (Canton). Ces peintres ont, tous trois, eu un engagement politique précoce. Après leur formation en tant que peintre, d'abord auprès de Ju Lian et Ju Chao, puis un voyage au Japon, dès 1906, ils rejoignent tous la Tongmenghui de Sun Yat-sen. Leur activité de peintre, pour Gao Jianfu et son frère, a servi, à cette époque, de couverture à leurs activités politiques. Au Japon ils trouvèrent un courant artistique stimulant, qui préservait les traditions de peinture japonaises, rejetant la peinture à l'huile, par exemple, et néanmoins, ouverte à des innovations venues de l'Occident, le courant nihonga. Ce furent des impulsions initiales et déterminantes.

## Précurseurs
Cette école tient son nom de la région du Lingnan, au sud des monts Nanling. La région, ainsi nommée à l'époque des Tang, couvrait les provinces chinoises modernes du Guangdong, du Guangxi et de Hainan, ainsi que le nord du Vietnam moderne, mais aussi une partie du Hunan et du Jiangxi de la Chine centrale. Pour ce qui concerne cette école de peinture il s'agit de peintres de la région de Guangzhou (Canton). Mais cette appellation, qui aurait pu s'appliquer à une école repliée sur une région, régionaliste, ne plaisait à aucun de ses membres, lesquels préféraient se considérer comme « école éclectique » (zhezhong) ou « nouvelle peinture nationale » (xin guohua).
En tant qu'enseignant, le peintre Ju Lian (zh) (1828-1904) et son cousin Ju Chao (zh) (1811-1865) ont été au fondement de cette école, car ils en ont formé la première génération. Leurs œuvres témoignent de l'influence de Song Guangbao (act. 1820-1830) et de Meng Jinyi (act. 1870s), qui étaient aussi installés au Guangdong et qui se plaçaient dans la filiation de Yun Shouping, un peintre de fleurs et de paysages, célèbre pour ses peintures de fleurs dans la tradition des peintres de la cour des Song, tels Li Di (XIIe siècle). Avec cette formation initiale les peintres de l'école de Lingnan ont comme principale source d'inspiration le courant japonais nihonga.

## L'apport de l'école de Lingnan: vers la modernité
Gao Jianfu, Chen Shuren et Gao Qifeng ainsi que leurs amis et leurs élèves, tous cantonnais, ont eu des pratiques diverses qui ont introduit une vigoureuse rénovation de l'art chinois selon une voie proche de celle impulsée par le nihonga au Japon. Tous se sont consacrés à la création d'une nouvelle peinture chinoise (xin guoliua).
Dans les premiers temps ils ont su rénover la peinture de fleurs et oiseaux, traditionnelle en Chine. La peinture de « fleurs et oiseaux » est au moment de leur apprentissage, essentiellement une peinture de fleurs étudiées avec un grand naturalisme, mais avec une technique dite « sans os ». C'est un procédé classique en Chine, où les couleurs liquides appliquées sans contour sont souvent modulées par un apport d'eau, afin de produire des nuances sans forme au sein de la zone de couleur. Cette méthode se distingue d'une construction des formes par des lignes de contour, des traits et des points, qui parait plus contrôlée. Ces jeunes peintres chinois font un passage plus ou moins long dans l'archipel où l'on expérimente depuis les années 1880 une forme « nouvelle » de peinture, nihonga. Cette « école » (à l'École des Beaux Arts de Tokyo) valorise les procédés de peinture traditionnelle, à l'encre et couleurs sur papier et en particulier cette peinture « sans os » , mais en intégrant des éléments de l'art occidental, dans le prolongement de l'école Maruyama-Shijō. Gao Jianfu reprit la peinture « sans os » de Yokohama Taikan (1868-1958), bien qu'il ait rendu une visite très admirative à Takeuchi Seihō (1864-1942) lors de son séjour, sur trois années discontinues, à partir de 1906. Il emmène son frère l'année suivante. Ils seront de retour en 1908 sur la demande de Sun Yat-sen afin de fonder une branche locale révolutionnaire.
Lors de leur séjour au Japon, on est alors en pleine ère Meiji. Les apports de l'art du mouvement japonais nihonga et de rayonnement prolongé depuis la fin du XVIIIe siècle de l'école Maruyama-Shijō, font le choix d'un traitement naturaliste, avec des effets de profondeur, parfois avec effet de perspective linéaire,  avec des modulations de l'ombre et de la lumière et une peinture « sans os », et en optant pour l'introduction du lavis afin de rendre les ambiances lumineuses, et l'atmosphère plus ou moins humide, voire brumeuse, atmosphère du Japon comme du sud de la Chine. 
Les figures majeures de la scène artistique de Kyoto, plus ou moins directement de tradition nihonga, sont alors des héritiers de l'école Maruyama-Shijō (et ses subdivisions ultérieures telles que l'école Kishi (Ganku) et l'école Mori) : Takeuchi Seihō (1864-1942), Tsuji Kakō (1870-1931) -élève de Kōno Bairei (1844-1895)- et Yamamoto Shunkyo (1871-1933). 
En résumé, ces peintres de l'école de Lingnan effectuent le passage entre la tradition et la modernité dans l'art chinois, mais dans une attitude radicalement ouverte sur une modernité internationale, et surtout extrême-orientale.
La génération suivante a été touchée par ce premier groupe, dont Li Xiongcai (黎雄才, lí xióngcái) (1910-2001), Guan Shanyue (zh) (关山月) (1912–2000) qui a reçu un enseignement de Gao Jianfu, li Xiongcai, Huang Shaoqiang, Zhao Shao'ang, et Yang Shanshen (zh) (杨善深) (1913-2004) qui a été influencé dans sa jeunesse par Gao Jianfu et Gao Qifeng.
Chao Shao'an (zh) (赵少昂) (1905-1998), après avoir bénéficié de l'enseignement de Gao Qifeng en 1921, à l'âge de 16 ans, a fondé sa propre école de Lingnan en 1930 à Guangzhou (Canton).

## Galerie

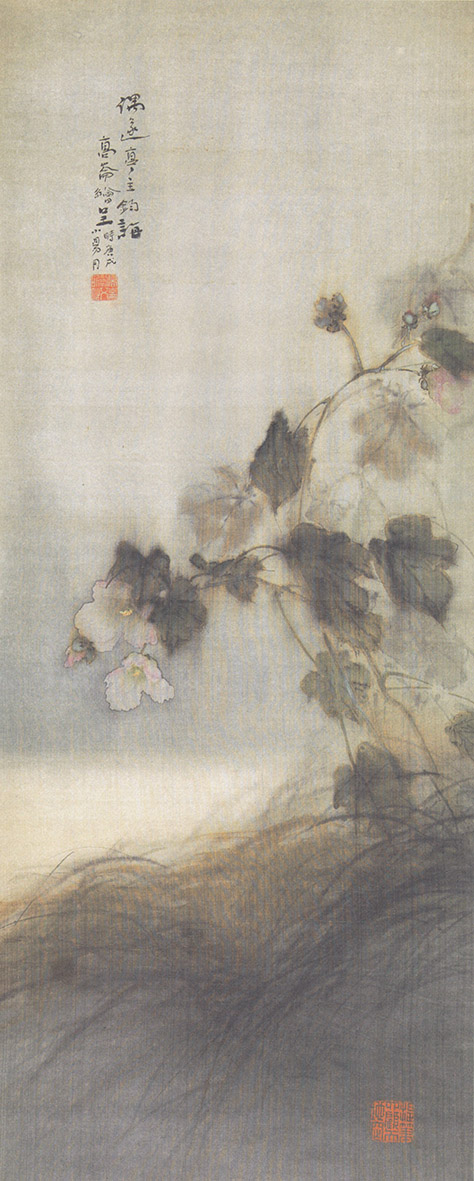
Gao Jianfu. Hibiscus après la pluie. 1910. Encre et couleurs sur soie, 127,3 × 50,9 cm. Musée d'art, Hong Kong
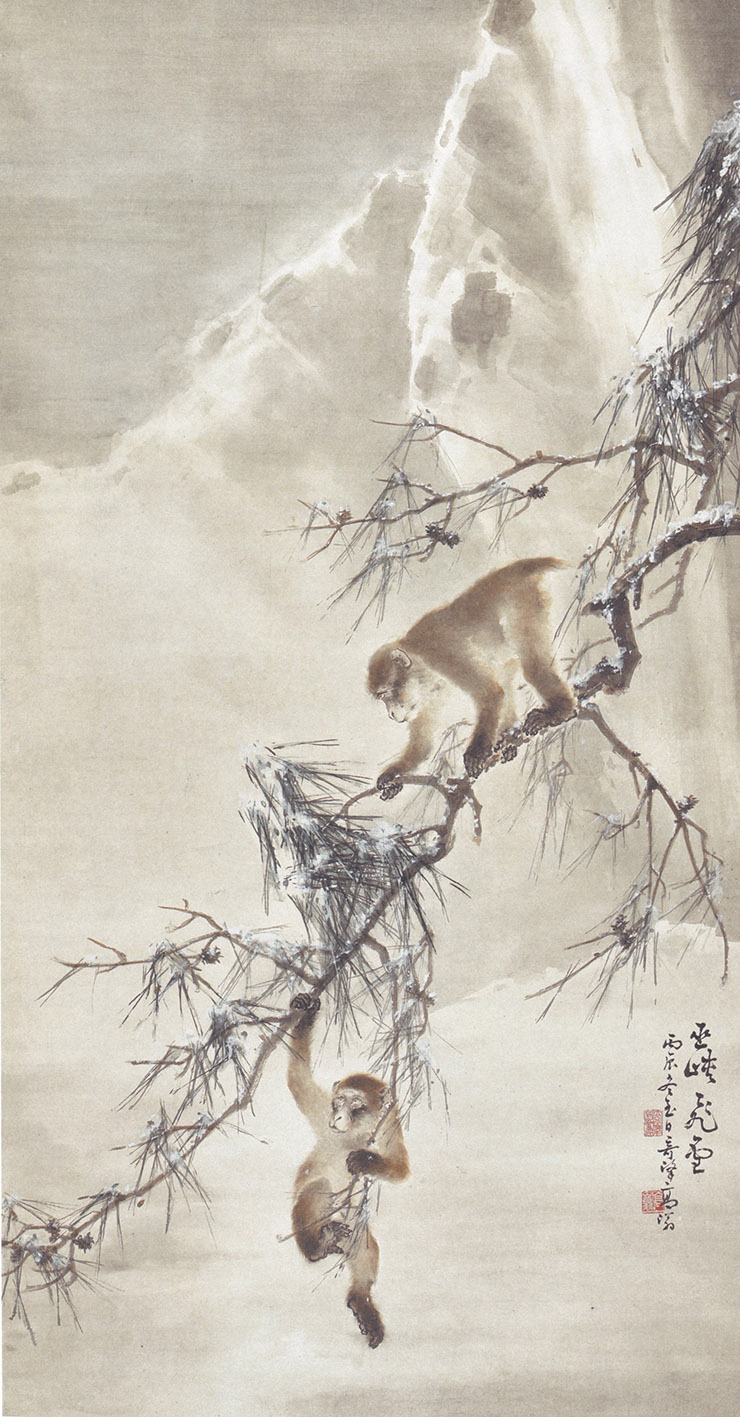
Gao Qifeng. Neige dans la gorge Wu. 1916. Encre et couleurs sur papier, 177 × 91,5 cm. Musée d'art, Hong Kong
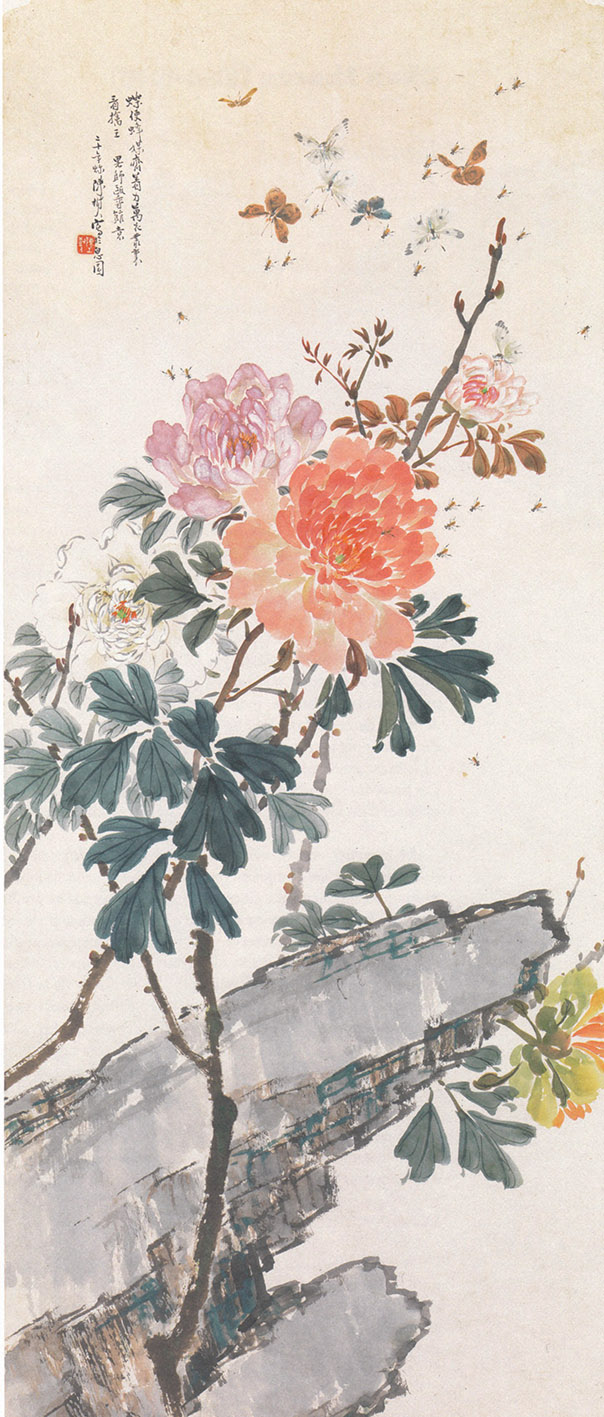
Chen Shuren. La couleur de la nation et le parfum du ciel. 1931. Encre et couleurs sur papier, 111,5 × 46,4 cm. Musée d'art, Hong Kong
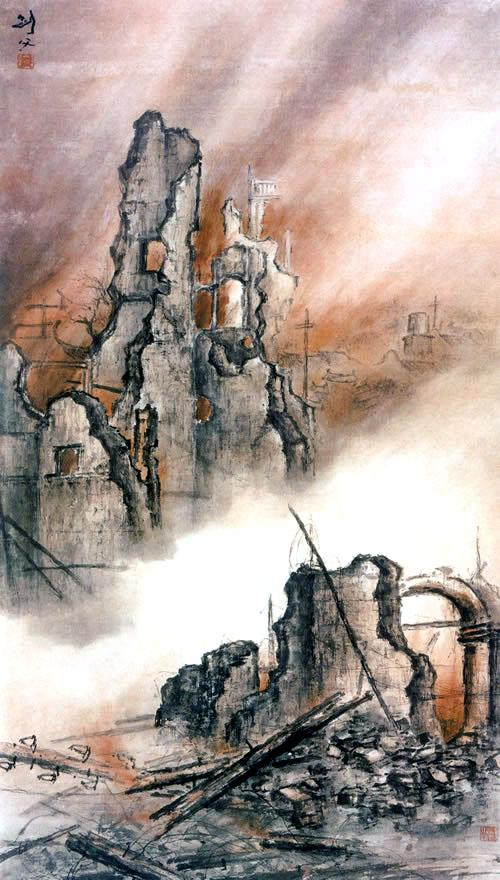
Gao Jianfu, 1930s. Le feu de la bataille de l'Est. Encre et couleurs sur papier, 166 × 92 cm. Musée d'art, Guangzhou
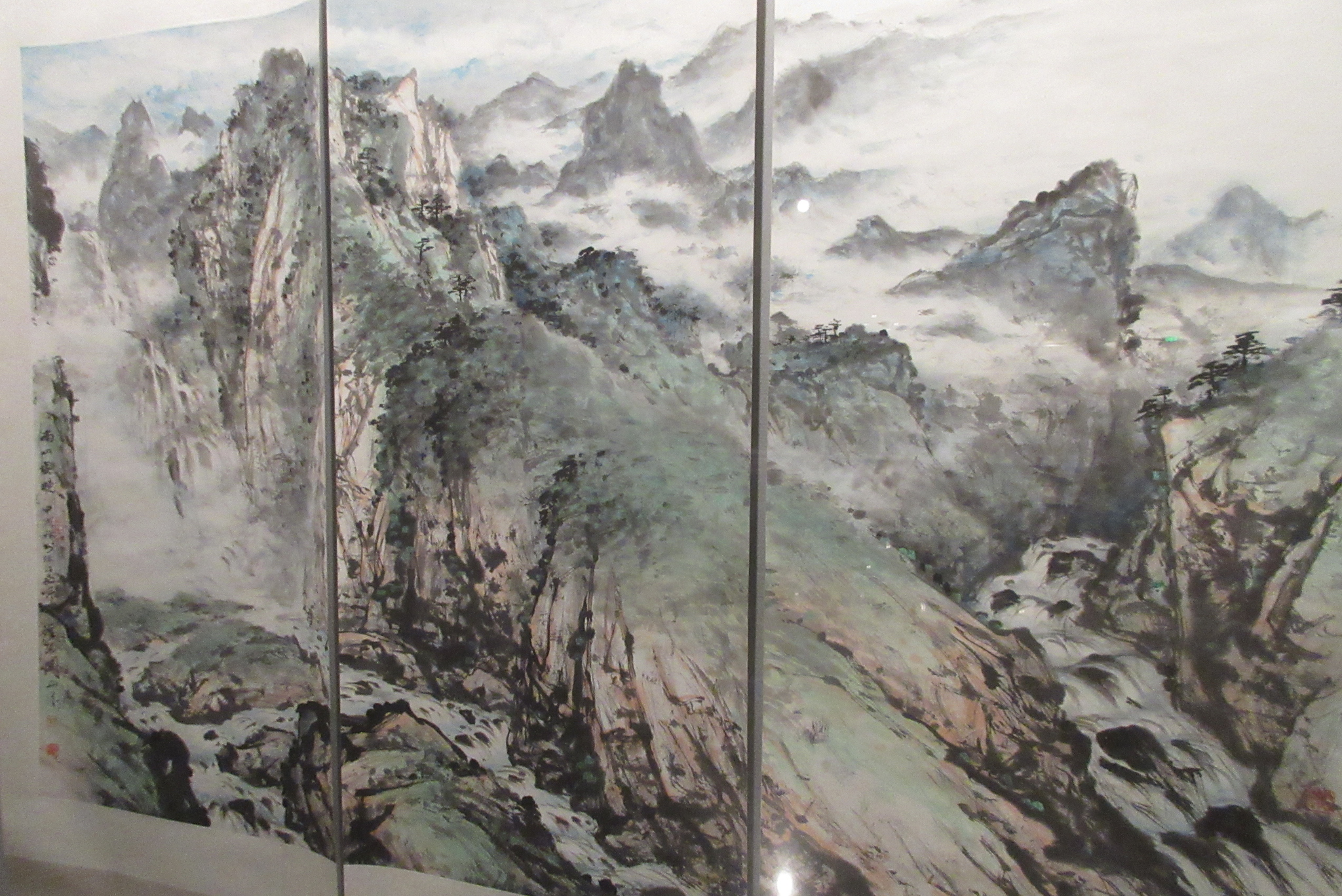
Guan Shanyue. (Vue partielle d'un grand format en trois feuilles. 1960-70s ?). Vue du Musée Guan Shanyue, Shenzhen